# دالاس بی اسکیپارک
دالاس بی اسکیپارک (به انگلیسی: Dallas Bay Skypark) یک فرودگاه همگانی بهره‌برداری هوایی است که یک باند فرود آسفالت دارد و طول باند آن ۹۲۲ متر است. این فرودگاه در شهر چاتانوگا کشور ایالات متحده آمریکا قرار دارد و در ارتفاع ۲۱۰ متری از سطح دریا واقع شده‌است.